# World Oza
World Oza (также Toyota-Denso Cup — World Oza, Кубок Toyota-Denso) — один из международных титульных турниров по го, существовавший с 2003 по 2009 годы. Спонсором соревнований выступала организация Toyota & Denso. Приз для победителя составлял 30 000 000 вон и автомобиль Toyota стоимостью около 95 000 долларов. Турнир проходил каждые два года и проводился по олимпийской системе для 32 игроков. Контроль времени на партию составлял 3 часа основного времени.
32 игрока принимали участие в турнире по следующему принципу:
- 10 человек из  Японии
- 7 из  Китая
- 7 из  Южной Кореи
- 1 из  Китайского Тайбэя
- 3 из Европы
- 2 из стран Северной Америки
- 3 из других стран Азии, а также Oкеании и Африки
- 1 из стран Южной Америки.

В 2009 году было решено прекратить розыгрыш титула; возможные причины связаны с финансовыми сложностями на автомобильном рынке.
Победители и финалисты
| Год  | Победитель | Счёт | Финалист   |
| ---- | ---------- | ---- | ---------- |
| 2002 | Ли Чхан Хо | 1-0  | Чан Хао    |
| 2004 | Ли Седол   | 2-1  | Чан Хао    |
| 2006 | Ли Седол   | 2-1  | Тё У       |
| 2008 | Гу Ли      | 2-0  | Пяо Вэньяо |